# Francesco Reda
Francesco Reda (født 19. november 1982) er en italiensk tidligere professionel landevejsrytter.